# Дамброва, Майя
Майя Дамброва (латыш. Maija Dambrova; 3 мая 1968, Гулбене) — советский и латвийский химик в области биологии и медицины. Доктор фармацевтических и химических наук, магистр биологии и менеджмента. Действительный член Латвийской академии наук. Руководитель Фармакологической лаборатории Института органического синтеза Латвии. Ассоциированный профессор и член промоционного совета Фармацевтического факультета Рижского университета им. П. Страдыня. Читает курс лекций в Латвийском университете и Рижском техническом университете

## Биография
Родилась 3 мая 1968 года в Гулбене. Окончила школу с золотой медалью В 1991 году окончила химический факультет Латвийского университета. В 1993 году получила степень магистра биологии на факультете биологии Латвийского университета. В 1999 году в Уппсальском университете получила степень доктора фармацевтических наук. Научная диссертация «Discovery of N-hydroxyguanidines as novel electron acceptors of xanthine oxidas. Potential new drugs for treatment of ischaemia and reperfusion injury» В 2001 году защитила степень доктора химии в Латвийском университете. В 2004 году защитила степень магистра в менеджменте в RISEBA. В 2012 году избрана действительный членом Латвийской академии наук.
В 2014 году стала лауреатом награды «Золотая Сова» В том же году получила медаль имени Давид Гринделя за милдронат и фармакологические исследования его аналогов С 2005 года ведущий исследователь в Института органического синтеза. В 2009 году получила серебряную и бронзовую медаль на Корейской Международной выставке-форуме изобретателей женщин KIWIE 2009. В 2016 году награждена премией Балтийской ассамблеи в области науки

## Научная деятельность
Сфера научного интереса связана с исследованиями энергетического метаболизма. Проводила исследование механизма работы милдроната. На церемонии вручения приза Балтийской ассамблеи была оценен вклад в исследование механизма работы препарата милдроната. Под руководством Дамбровой защищено пять докторских диссертаций
Автор 58 научной публикации, участник 50 международных научных конференций. Автор 12 патентов. Член общества химиков и биологов Латвии. Рецензент многих журналов по химии и биологии.

## Наиболее значительные публикации
- Muceniece R., Zvejniece L., Vilskersts R., Liepinsh E., Baumane L., Kalvinsh I., Wikberg J.E., Dambrova M. Functional evaluation of THIQ, a melanocortin 4 receptor agonist, in models of food intake and inflammation. — Basic Clin. Pharmacol. Toxicol. 2007, V101(6), pp.416-420
- Liepinsh E, Vilskersts R, Loca D, Kirjanova O, Pugovichs O, Kalvinsh I, Dambrova M. Mildronate, an inhibitor of carnitine biosynthesis, induces an increase in gamma-butyrobetaine contents and cardioprotection in isolated rat heart infarction. — J. Cardiovasc. Pharmacol. 2006, 48(6), pp.314-319.
- Muceniece R., Zvejniece L., Liepinsh E., Kirjanova O., Baumane L., Petrovska R., Mutulis F., Mutule I., Kalvinsh I., Wikberg J.E.S and Dambrova M., The MC3 receptor binding affinity of melanocortins correlates with the nitric oxide production inhibition in mice brain inflammation model. — Peptides, V27, 2006, Issue 6, pp.1443-1450.
- Zvejniece L., Muceniece R., Krigere L., Dambrova M. and Klusa V.Z., The differential influences of melanocortins on nociception in the formalin and tail flick tests. — Pharmacol. Biochem. Behav., V85, 2006, Issue 2, pp. 287—291
- Muceniece R., Zvejniece L., Kirjanova O., Liepinsh E., Krigere L., Vilskersts R., Baumane L., Gordjusina V., Kalvinsh I., Wikberg J.E., Dambrova M. beta-MSH inhibits brain inflammation via MC(3)/(4) receptors and impaired NF-kappaB signaling. — J. Neuroimmunol. V169, 2005, pp.13-19.
- Muceniece R., Zvejniece L., Kirjanova O., Liepinsh E., Krigere L., Baumane L., Kalvinsh I., Wikberg JE., Dambrova M., β- and γ-melanocortins inhibit lipopolysaccharide induced nitric oxide production in mice brain. — Brain Res., V995(1), 2004, P.7-13.
- Dambrova M., Chlopicki S., Liepinsh E., Kirjanova O., Gorshkova O., Kozlovski V., Uhlen S., Liepina I., Petrovska R., Kalvinsh I., The methylester of γ-butyrobetaine, but not γ-butyrobetaine itself, induces muscarinic receptor-dependent vasodilatation. — Naunyn Schmiedeberg’s Arch. Pharmacol., V369, 2004, pp.533-539.
- Dambrova M., Liepinsh E., Kirjanova O., Petrovska R., Pugovich O., Baumane L., UhlenS., Kalvinsh I., Oliver D., Wikberg J.E., Investigations on the pharmacology of the cardioprotective guanidine ME10092. — J. Cardiovasc. Pharmacol., V44, 2004, pp.178-186.
- Prusis P., Dambrova M., Andrianov V., Rozhkov E., Semenikhina V., Piskunova I., Ongwae E., Lundstedt T., Kalvinsh I., Wikberg J.E., Synthesis and quantitative structure-activity relationship of hydrazones of N-amino-N'-hydroxyguanidine as electron acceptors for xanthine oxidase. — J. Med. Chem., V47, 2004, pp.3105-3110.
- Oliver D.W., Dormehl I.C., Wikberg J.E., Louw W.K., Dambrova M., van Gelder A., Kilian E., van Rensburg E.J., In vivo measurements of the cerebral perfusion and cardiovascular effects of the novel guanidine ME10092 in the non-human primate, Papio ursinus. — Life Sci., V75, 2004, pp..2057-2064.
- Dambrova M., Liepinsh E., Kalvinsh I., Mildronate. Cardioprotective Action through Carnitine-Lowering Effect. — Trends Cardiovasc. Med., 2002,12, pp.275-279.
- Dambrova M, Baumane L, Kalvinsh I, Wikberg JE. Improved method for EPR detection of DEPMPO-superoxide radicals by liquid nitrogen freezing. — Biochem Biophys Res Commun., 2000, 275(3), pp.895-8.
- Veveris M., Dambrova M., Circule H., Meirena D., Kalvinsh I., Wikberg J.E.S., Cardioprotective effects of N-hydroxyguanidine PR5 in myocardial ischemia and reperfusion in rats. — Br. J. Pharmacol., 1999, 128, pp.1089-1097.
- Uhlén S., Dambrova M., Näsman J., Schiöth H.B., Gu Y., Wikberg-Matsson A., Wikberg J.E.S. [3H]RS79948-197 binding to human, rat, guinea pig and pig a2A-, a2B-, and a2C-adrenoceptors. Comparison with MK912, RX821002, rauwolscine and yohimbine. — Eur. J. Pharmacol., 1998, 343, pp.93-101.
- Dambrova M., Uhlén S., Welch C.J., Wikberg J.E.S., Identification of an N-hydroxyguanidine reducing activity of xanthine oxidase. — Eur. J. Biochem., 1998, 257, pp.178-184.